# ランデルノー
ランデルノー （Landerneau、ブルトン語:Landerne）は、フランス、ブルターニュ地域圏、フィニステール県のコミューン。フランスの大手スーパーマーケット・チェーン、E・ルクレール（fr）の創業地であり、2010年に誕生した農業協同組合トリスカリア（fr）が本部を置いている。

## 地理

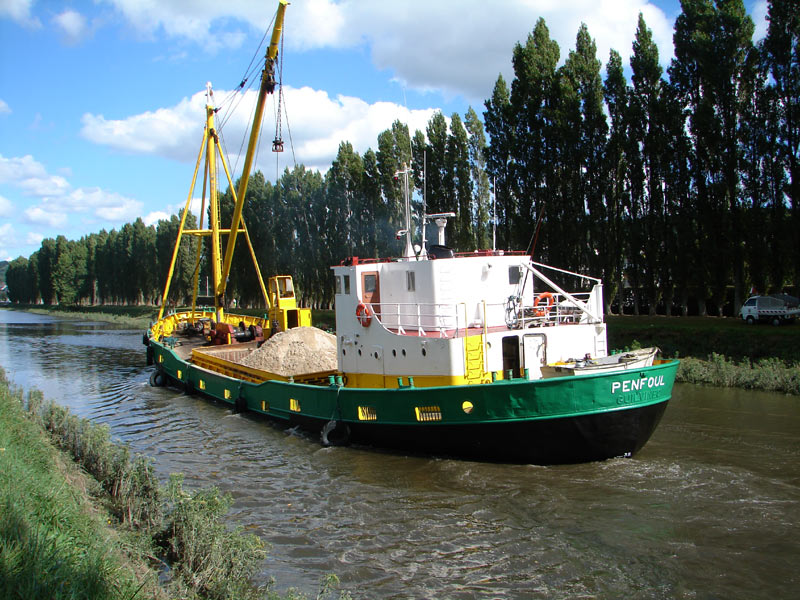
エロルン川を上りランデルノーへ向かう砂運搬船

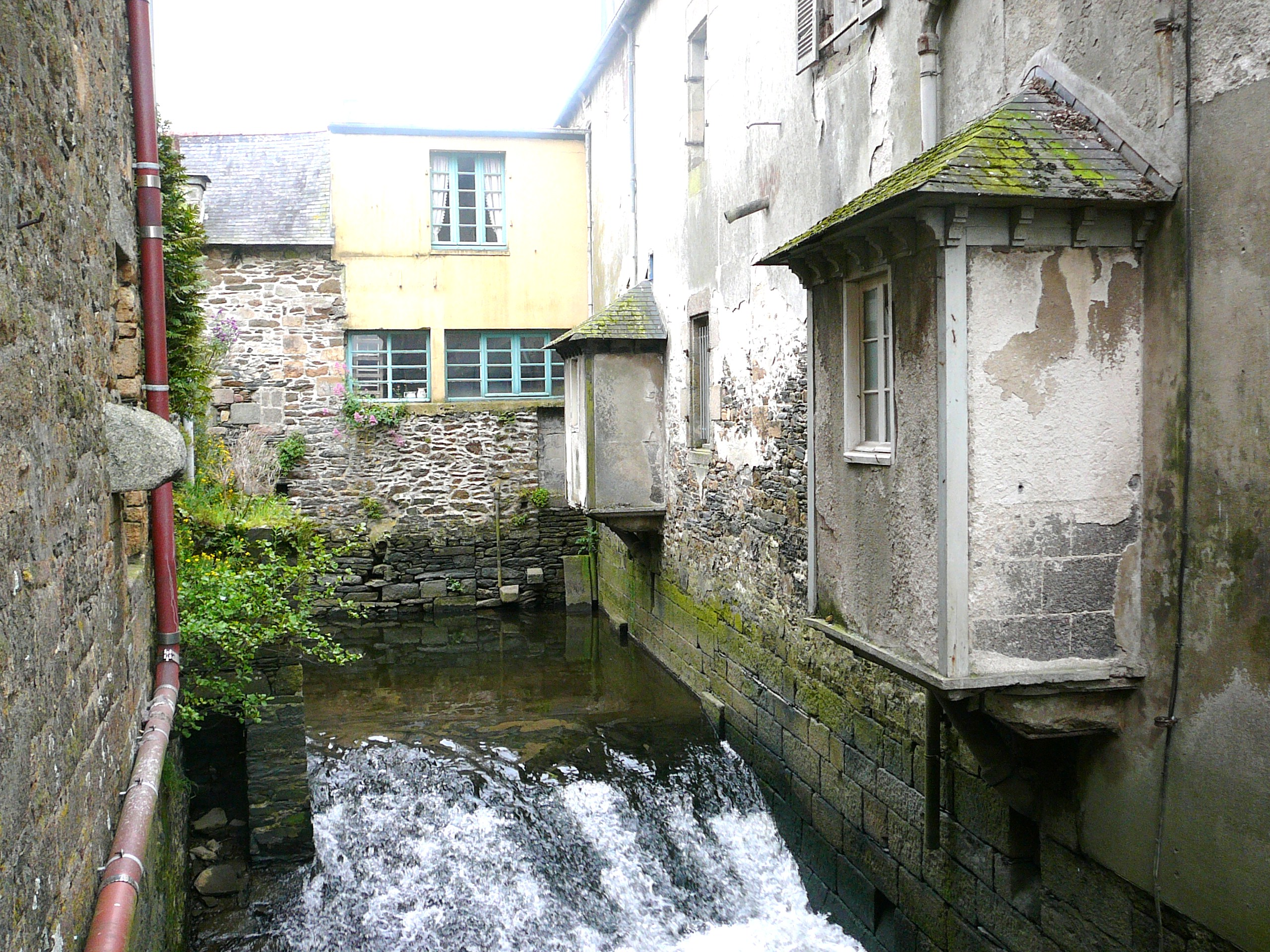
ロアン橋の下を流れるエロルン川

技師のベスナールは1782年にランデルノーのことを以下のように記している。
『このとても小さな町は、モルレーの西8マイル、ブレストの東4マイルにある。町はエロルン川の谷の中にある。エロルン川は海からの潮の影響を毎回受け、かなりの規模の港を持つ。特に公海に向かうには非常に便利である。』
県北部にあって比較的遠隔地にあるにもかかわらず、県の小郡庁所在地であり、交差路の役割を担っている。町はアルモリカ地域圏自然公園のちょうど北にある。
ランデルノーはレオン地方に含まれ、入江を背景にした町である。その位置は海に面したエロルン川河口から上流へ向かって航行できる最終地点である。このためエロルン川はランデルノー川の名でも知られている。これは現在の海からの航行に不向きで、港の拡張が許可された。
ランデルノーはまた、橋の町である。エロルン川に架かる最後の橋で、沿岸に渡るため架けられ、レオン地方とコルヌアイユ地方を往復できる、ロアン橋のある場所にある。陸上交通用のこの橋のおかげで、町の商業が発展した。橋自体は、ピロティ形式の住居を含んでいる。ピロティは昔から多くの商店が軒を連ね、1766年まではレオン公爵であるロアン家に通行料が支払われた。また橋そのものやその近くには、礼拝堂、工房、漁場、刑務所さえあった。時には囚人が川へ飛び込んで逃亡した。1930年代まで、ランデルノーはレオン司教座とコルヌアイユ司教座の間を走る主要道が通っていた。

## 由来
ランデルノーは、沿岸河川で、レオン地方とコルヌアイユ地方を隔てるエロルン川の河口にある。町は聖アルノック（Saint Arnoc）の庵（lann）のそばにできた。アルノックはテルノック（Ternoc）とも呼ばれ、9世紀のブルトンの暦では司教であったと言われている。したがって、彼の名前 Lan-Terneoがランデルノーとなった。ランデルノー最初の守護聖人であった聖テネナンと混同されやすい。一部の歴史家は、アルノックとテネナンは同一人物だと考えている。

## 歴史

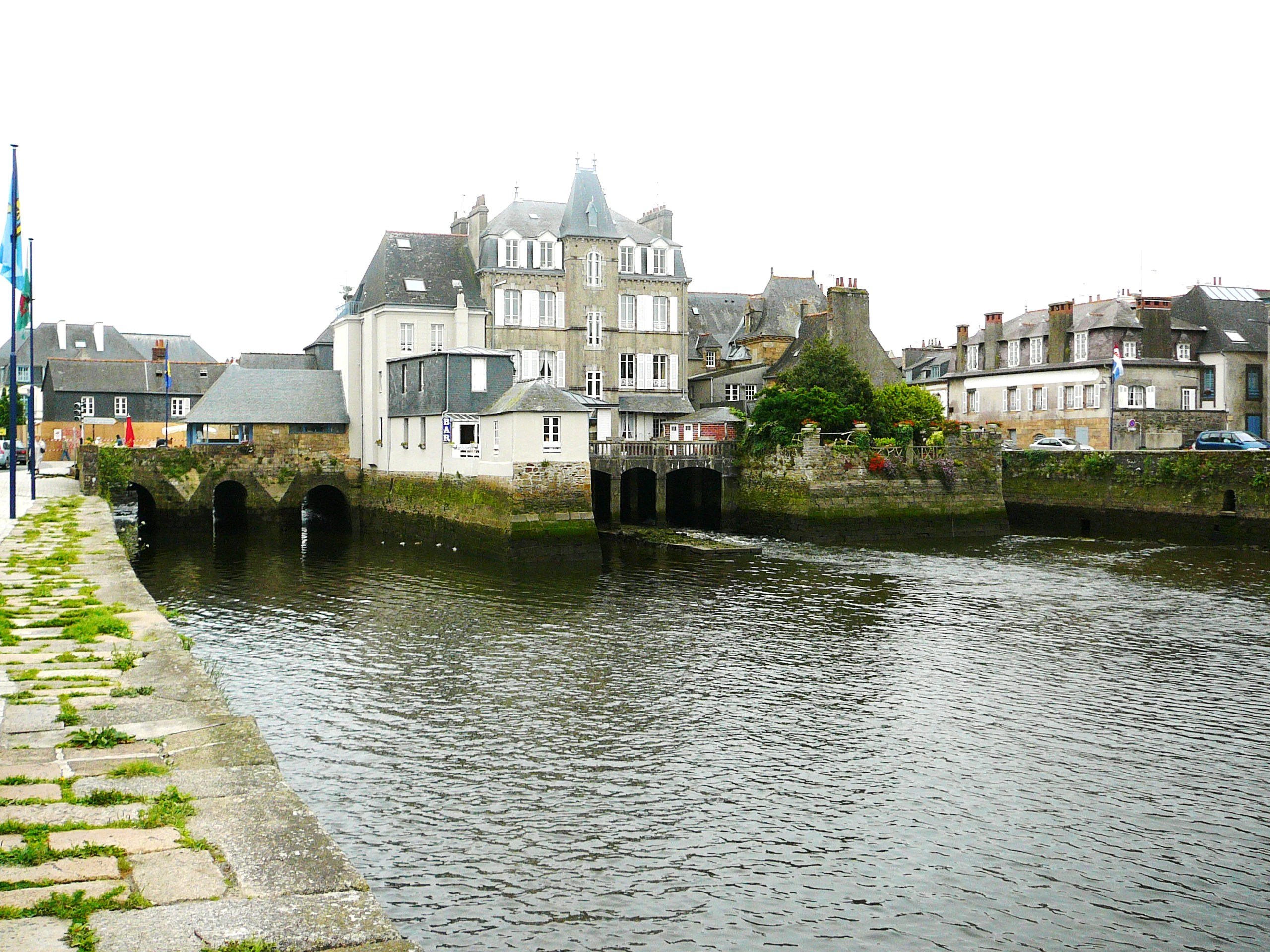
下流から見たロアン橋

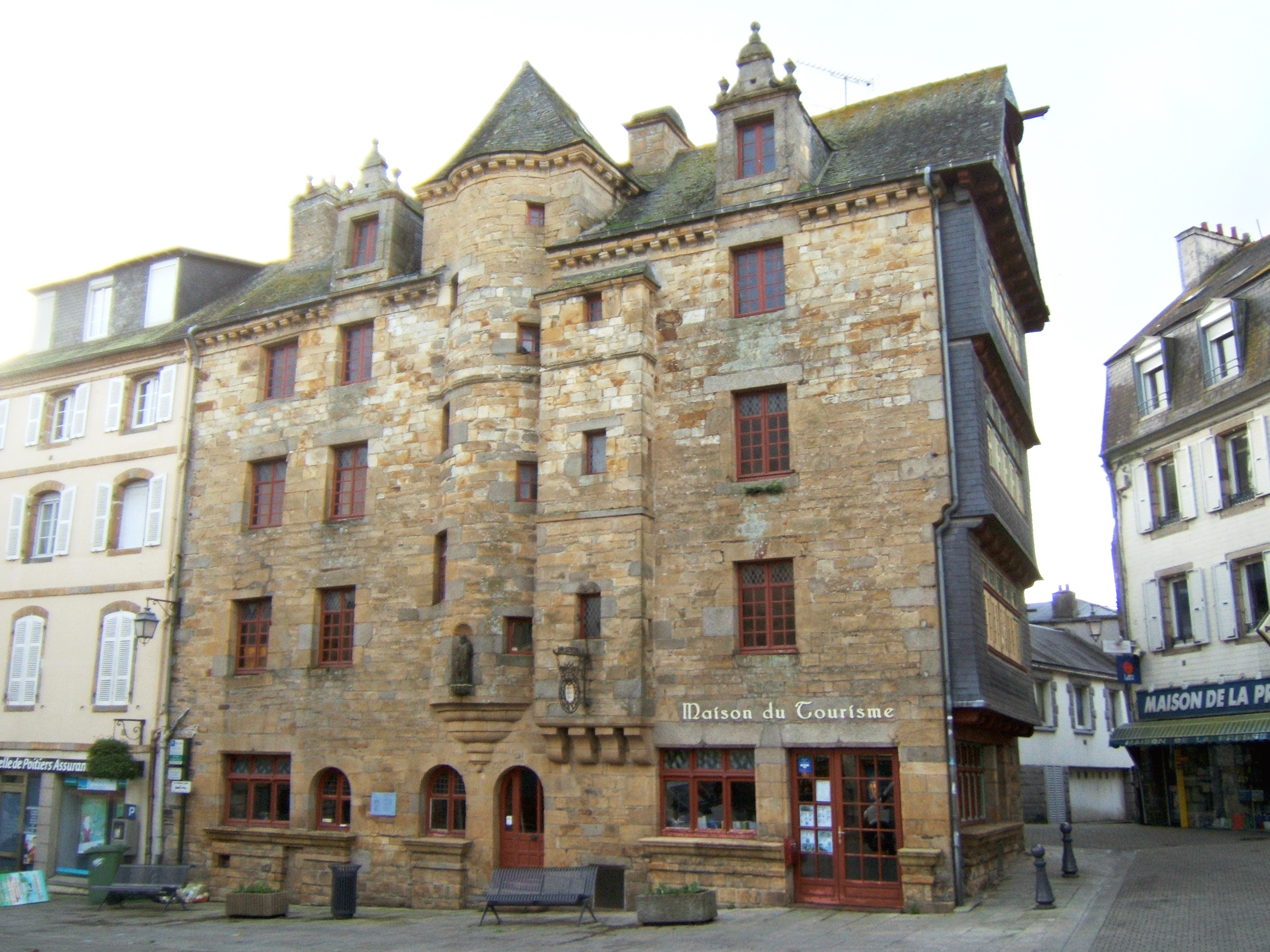
1664年に建てられた、セネシャルの館

現在のランデルノーの場所には、ローマ時代から人が定住した。19世紀の考古学調査で、町全体やトラン・エロルン周辺から多くの出土品があった。中世最盛期、小さな修道院を核とした集落があった。それは谷の中にできたlanと呼ばれる場所だった。
ランデルノーの名が現れるのは1206年で、当時の町は活況のさなかだった。町はレオン領（レオン子爵領を分割して誕生）内でも有数の規模であった。サン・ウアルドン教会とサン・トマ教会があった。1218年より前に、ダウラス修道院傘下の小修道院ができていた。1336年、聖ジュリアンに捧げられた病院が橋の近くにできた。
1363年、レオン領主エルヴェ8世が死ぬと、町は影響力が強くなったロアン子爵の領地に組み込まれた。中世末期のランデルノーは、海上貿易で豊かになったブルジョワ階級が暮らす活気ある町だった。
ランデルノーには4つの教区が含まれていた。左岸のサン・トマはコルヌアイユ司教区に、右岸のサン・ウアルドンとサン・ジュリアン、ブジット・コノガンはレオン司教座に属した。
16世紀から17世紀のランデルノーは、アマ貿易で非常に繁栄する時代を迎えた。この地方で生産された上質のリネンはcréesと呼ばれた。ランデルノーは、16世紀から18世紀のレオン地方で、モルレーに次ぐ第二のcrées輸出港であった。1736年以降、モルレーにこうしてcréesの質と長さを管理する『生地事務所』（bureau des toiles）が設置された。
ランデルノーの商取引は生地のみに限定されるものではなかった。革や紙（1771年に輸出特権を喪失する）、ウシやウマの輸出である。スペインやスウェーデンから木材、ワイン、そして鉄を輸入した。
ランデルノーはブレスト港のニーズに合わせて港湾倉庫の役割も務めた。木材はブレスト港での検疫に燃料供給するため必要であったし、はしけの存在も必要であった。同様に、海産物や穀物、ワイン、マメ、エンドウマメ、貯蔵肉が保存されていた。
ランデルノー経済が重要になると、大商人の家系の出現をみた。大商人、移民を先祖に持つブルジョワと、キャンバス生地市場にはフランス語を話す人々がおり、富裕な農民julodが、町を取り巻く農村地帯にいた。
ランデルノーは、1675年の印紙税一揆に関係した。
フランス革命前夜、レオン公領には42の教区が含まれていた。レオン領主は、それまで港の権利や市場で売買される全商品の洗浄といった権利を有していた。ランデルノーの代官区（sénéchaussée）も革命まで存在しており、その長であるセネシャル（fr、直訳すると執事長）は都市で最も重要な人物の1人であり、最も裕福な人物であった。司法機能の存在から、弁護士、検事、下級官吏、執行官がいたことが証明される。しかし控訴審においては、レスネヴァンの王立裁判所が上位だった。
1745年、ランデルノーのエロルン川右岸側にコルヌアイユ埠頭が完成したが、満潮のたび水浸しになるため1774年に補強された。1762年には左岸にレオン埠頭が完成し、1785年には造船所が追加された。しかし海からアクセス可能な港としては以前不便であった。
18世紀のランデルノーは人々や民族衣装、工芸品が混ざって暮らしていた。人々はフランス語やブルトン語を話し、ブルターニュの民族衣装やフランス人の服装をしていた。町の中心部は、橋や3つの修道会（ウルスラ会、カプチン会、レコレ会）の私有地を中心に展開し、周りに伸び、多様な活動が行われていた。裕福な商人はロゴナ産の石や、まぐさや窓には火成岩質のケルサントン石を用いた大邸宅を建てた。

## 人口統計
| 1962年 | 1968年 | 1975年 | 1982年 | 1990年 | 1999年 | 2006年 | 2010年 |
| ------ | ------ | ------ | ------ | ------ | ------ | ------ | ------ |
| 11834  | 12781  | 14541  | 14482  | 14269  | 14281  | 14927  | 15272  |

参照元:1999年までEHESS、2000年以降INSEE

## ブルトン語
ランデルノーには、ブルトン語の教育組織Diwanが本部を置いており、ブルトン語FM放送の他コミュニティ・ラジオ放送がある。
2004年、コミューンはYa d’ar brezhoneg憲章を批准した。

## 出身者
- ロマン・トマ - プロサッカー選手

## 姉妹都市
- フュンフェルト、ドイツ
- カーナーヴォン、ウェールズ